# .in
.in је највиши Интернет домен државних кодова за Индију.